# Seznam středních škol v Praze

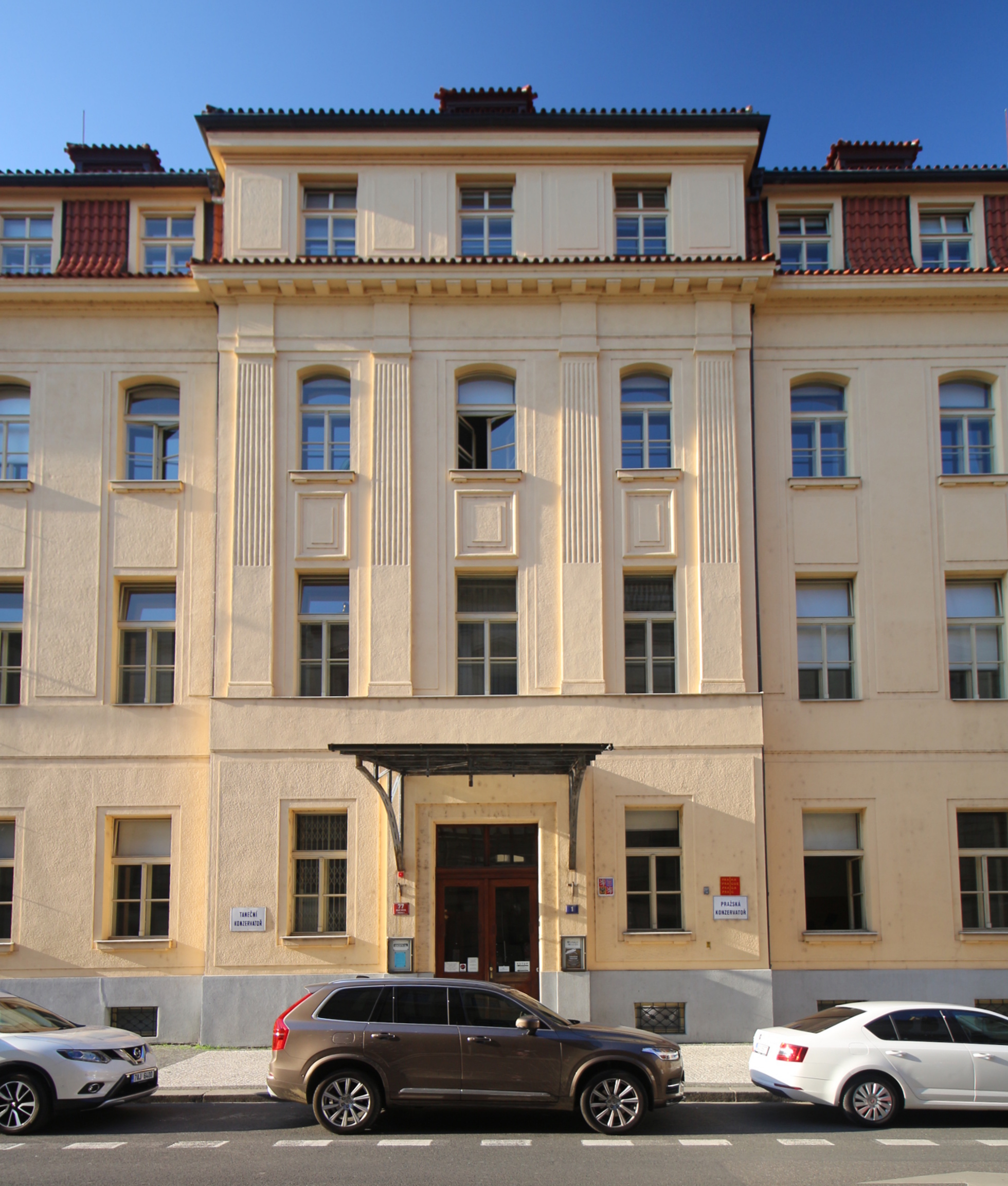
Pražská konzervatoř

Seznam středních škol v Praze obsahuje přehled státních, veřejných, církevních a soukromých středních škol v Praze a školy bývalé či zrušené. Seznam není úplný.

## Střední školy

### Cizojazyčné a zahraniční školy
- Francouzské gymnázium v Praze - Lycée français de Prague, Drtinova 304/7, Praha 5 – Smíchov
- Německá škola v Praze, Schwarzenberská 700/1, Praha 5 – Jinonice
- Rakouské gymnázium v Praze, U Uranie 1576/14, Praha 7 – Holešovice
- The English College in Prague - Anglické gymnázium, Sokolovská 139/320, Praha 9 – Vysočany

### Církevní školy
- Arcibiskupské gymnázium v Praze, Korunní 586/2, Praha 2 – Vinohrady
- Církevní střední zdravotnická škola Jana Pavla II., Ječná 527/33, Praha 2 – Nové Město
- Dívčí katolická střední škola, Platnéřská 191/4, Praha 1 – Staré Město
- Křesťanské gymnázium, Kozinova 1000/1, Praha 10 (15) – Hostivař
- Lauderova mateřská škola, základní škola a gymnázium při Židovské obci v Praze, Belgická 25/33, Praha 2 – Vinohrady

### Gymnázia
- Akademické gymnázium Štěpánská, Štěpánská 614/22, Praha 1 – Nové Město
- Arcibiskupské gymnázium v Praze, Korunní 586/2, Praha 2 – Vinohrady
- Česko-italské jazykové gymnázium, Sadská 530/20, Praha 9 (14) – Hloubětín
- EDUCAnet-gymnázium Praha, Roztylská 1860/1, Praha 4 – Chodov
- Gymnázium Amazon, Rytířská 406/10, Praha 1 – Staré Město
- Gymnázium Arabská, Arabská 682/14, Praha 6 – Vokovice
- Gymnázium Botičská, Botičská 424/1, Praha 2 – Nové Město
- Gymnázium bratří Čapků, Trhanovské náměstí 129/8, Praha 10 (15) – Hostivař
- Gymnázium Budějovická, Budějovická 680/17, Praha 4 – Michle
- Gymnázium Čakovice, náměstí 25. března 100/2, Praha 9 – Čakovice
- Gymnázium Českolipská, Českolipská 373/27, Praha 9 – Střížkov
- Gymnázium Duhovka, Ortenovo náměstí 34, Praha 7 – Holešovice
- Gymnázium Elišky Krásnohorské, Ohradní 111/55, Praha 4 – Michle
- Gymnázium Chodovická, Chodovická 2250/36, Praha 9 – Horní Počernice
- Gymnázium Christiana Dopplera, Zborovská 621/45, Praha 5 – Malá Strana
- Gymnázium J. Seiferta, Vysočanské náměstí 500, Praha 9 – Vysočany
- Gymnázium Jana Keplera, Parléřova 118/2, Praha 6 – Hradčany
- Gymnázium Jana Nerudy (s dvojjazyčným francouzsko-českým studiem), Hellichova 457/3, Praha 1 – Malá Strana
- Gymnázium Jana Palacha, Pštrossova 203/13, Praha 1 – Nové Město
- Gymnázium prof. Jana Patočky, Jindřišská 966/36, Praha 1 – Nové Město
- Gymnázium Jaroslava Heyrovského, Mezi Školami 2475/29, Praha 5 (13) – Stodůlky
- Gymnázium Jiřího Gutha-Jarkovského, Truhlářská 1120/22, Praha 1 – Nové Město
- Gymnasium Evolution Jižní Město, Tererova 2135/17, Praha 4 (11) – Chodov
- Gymnázium Karla Sladkovského, Praha 3, Sladkovského náměstí 900/8, Praha 3 – Žižkov
- Gymnázium Litoměřická, Litoměřická 726/17, Praha 9 – Prosek
- Gymnázium mezinárodních a veřejných vztahů Praha (dříve: Soukromé gymnázium Cognos Praha), Kuncova 1580/1, Praha 5 (13) – Stodůlky
- Gymnázium Milady Horákové, Na Planině 1393, Praha 4 – Krč
- Gymnázium Na Pražačce, Nad Ohradou 2825/23, Praha 3 – Žižkov
- Gymnázium Na Vítězné pláni, Na Vítězné pláni 1160/7, Praha 4 – Nusle
- Gymnázium Na Zatlance, Na Zatlance 1330/11, Praha 5 – Smíchov
- Gymnázium Nad Alejí, Nad Alejí 1952/5, Praha 6 – Břevnov
- Gymnázium Nad Kavalírkou, Nad Kavalírkou 100/1, Praha 5 – Košíře
- Gymnázium Nad Štolou, Nad Štolou 1510/1, Praha 7 – Holešovice
- Gymnázium Omská, Omská 1300/4, Praha 10 – Vršovice
- Gymnázium Opatov, Konstantinova 1500/50, Praha 4 – Chodov
- Gymnázium Oty Pavla, Loučanská 520/1, Praha 5 – Radotín
- Gymnázium Paměti národa, Opatovická 160/18, Nové Město, 110 00 Praha 1, od školního roku 2024/25 Švédská 107/39, 150 00 Praha 5 – Smíchov
- Gymnázium Písnická, Písnická 760/11, Praha 4 (12) – Kamýk
- Gymnázium Postupická, Postupická 3150/4, Praha 4 – Záběhlice (Spořilov)
- Gymnázium pro zrakově postižené a Střední odborná škola pro zrakově postižené, Radlická 591/115, Praha 5 – Jinonice
- Gymnázium Přípotoční, Přípotoční 1337/1a, Praha 10 – Vršovice
- Gymnázium Přírodní škola, Letohradská 370/1, Praha 7 – Holešovice
- Gymnázium Evolution Sázavská, Sázavská 830/5, Praha 2 – Vinohrady
- Gymnázium Špitálská, Špitálská 700/2, Praha 9 – Vysočany
- Gymnázium Thomase Manna, Střížkovská 27/32, Praha 8 – Střížkov
- Gymnázium U Libeňského zámku, U Libeňského zámku 3/1, Praha 8 – Libeň
- Gymnázium Ústavní, Ústavní 400, Praha 8 – Bohnice
- Gymnázium Voděradská, Voděradská 900/2, Praha 10 – Strašnice
- Gymnázium, Základní škola a Mateřská škola pro sluchově postižené, Ječná 530/27, Praha 2 – Nové Město
- Heřmánek Praha, základní škola, gymnazium a pedagogické lyceum, Klapkova 4, Praha 8 - Kobylisy
- Karlínské gymnázium, Pernerova 273/25, Praha 8 – Karlín
- Klasické gymnázium Modřany, Rakovského 3136/1 (3136/II), Praha 4 (12) – Modřany
- Křesťanské gymnázium, Kozinova 1000/1, Praha 10 (15) – Hostivař
- Malostranské gymnázium, Josefská 626/7, Praha 1 – Malá Strana
- Mensa gymnázium (dříve: Osmileté gymnázium Buďánka), Španielova 1111/19, Praha 6 (17) – Řepy
- Pražské humanitní gymnázium (dříve: Ekogymnázium Praha) Svatoslavova 333, Praha 4 – Nusle
- První česko-ruské gymnázium, Hovorčovická 1281/11, Praha 8 – Kobylisy
- První obnovené reálné gymnázium (PORG), Lindnerova 517/3, Praha 8 – Libeň
- Slovanské soukromé gymnázium, Weberova 1090/1, Praha 5 – Košíře
- Soukromé gymnázium Altis, K Libuši 57/30, Praha 4 – Kunratice
- Soukromé gymnázium Arcus Praha, Bratří Venclíků 1140/1, Praha 9 (14) – Černý Most
- Soukromé gymnázium Pod Vyšehradem a Na Dlouhém lánu, Boleslavova 250/1, Praha 4 – Nusle
- Trojské gymnázium Sv. Čecha, Trojská 211/110, Praha 7 – Troja

### Konzervatoře a umělecké školy
- Konzervatoř a Vyšší odborná škola Jaroslava Ježka, Roškotova 1692/4, Praha 4 – Braník
- Konzervatoř Duncan centre, Branická 145/41, Praha 4 – Braník
- Mezinárodní konzervatoř Praha, Olšanská 55/5, Praha 3 – Žižkov
- Pražská konzervatoř, Na Rejdišti 77/1, Praha 1 – Staré Město
- První soukromá taneční konzervatoř v Praze, Michalská 432/12, Praha 1 – Staré Město
- Taneční centrum Praha – konzervatoř, Pod Žvahovem 463/21b, Praha 5 – Hlubočepy
- Taneční konzervatoř, Křižovnická 81/7, Praha 1 – Staré Město
- Výtvarná škola Václava Hollara, Hollarovo náměstí 2275/2, Praha 3 – Vinohrady

### Obchodní akademie
- Českoslovanská akademie obchodní, Resslova 1940/5, Praha 2 – Nové Město
- Českoslovanská akademie obchodní Dr. Edvarda Beneše, Resslova 1780/8, Praha 2 – Nové Město
- Ekonoma - soukromá obchodní akademie, Pertoldova 3373/51, Praha 4 (12) – Modřany
- Obchodní akademie Dušní, Dušní 1083/7, Praha 1 – Staré Město
- Obchodní akademie Heroldovy sady, Heroldovy sady 362/1, Praha 10 – Vršovice
- Obchodní akademie Holešovice, Jablonského 333/3, Praha 7 – Holešovice
- Obchodní akademie Hovorčovická, Hovorčovická 1281/11, Praha 8 – Kobylisy
- Obchodní akademie Krupkovo náměstí, Krupkovo náměstí 26/4, Praha 6 – Bubeneč
- Obchodní akademie Kubelíkova, Kubelíkova 1221/37, Praha 3 – Žižkov
- Obchodní akademie Svatoslavova, Svatoslavova 333/6, Praha 4 – Nusle
- Obchodní akademie Vinohradská, Vinohradská 1971/38, Praha 2 – Vinohrady
- Obchodní akademie Vinořská, Vinořská 163/17, Praha 9 – Satalice
- Soukromá obchodní akademie Stodůlky, Kuncova 1580/1, Praha 5 (13) – Stodůlky
- Soukromá obchodní akademie Vzdušná, Vzdušná 564/8, Praha 4 – Lhotka
- Vyšší odborná škola ekonomická a Obchodní akademie Kollárova, Kollárova 271/5, Praha 8 – Karlín

### Odborné školy
- Evropská akademie vzdělávání, Cukrova 560/2, Praha 9
- Masarykova střední škola chemická, Křemencova 179/12, Praha 1 – Nové Město
- PB - Vyšší odborná škola a Střední škola managementu, Nad Rokoskou 111/7, Praha 8 – Libeň
- Smíchovská střední průmyslová škola a gymnázium, Preslova 72/25, Praha 5 – Smíchov
- Soukromá střední škola výpočetní techniky, Litvínovská 600, Praha 9 – Prosek
- ŠKOLA EU PRAHA, střední odborná škola a gymnázium, Lipí 1911, Praha 9 – Horní Počernice
- Střední průmyslová škola elektrotechnická Ječná 30, Ječná 517/30, Praha 2 – Nové Město
- Střední průmyslová škola elektrotechnická V Úžlabině, V Úžlabině 320/23, Praha 10 – Malešice
- Střední průmyslová škola Praha 10, Na Třebešíně 2299/69, Praha 10 – Strašnice
- Střední průmyslová škola Prosek,
- Střední průmyslová škola sdělovací techniky, Panská 856/3, Praha 1 – Nové Město
- Střední průmyslová škola strojnická, škola hlavního města Prahy, Betlémská 287/4, Praha 1 – Nové Město
- Střední průmyslová škola zeměměřická a Geografické gymnázium Praha, Pod Táborem 300/7, Praha 9 – Hrdlořezy
- Střední škola automobilní a informatiky, Weilova 1270/4, Praha 10 – Hostivař
- Střední škola designu a umění, knižní kultury a ekonomiky Náhorní, U Měšťanských škol 525/1, Praha 8 – Kobylisy
- Střední škola hotelnictví a gastronomie Hotelu International, Koulova 1501/15, Praha 6 – Dejvice
- Škola mezinárodních a veřejných vztahů Praha, Vyšší odborná škola, Střední odborná škola, Michelská 323/12, Praha 4 – Michle
- Vyšší odborná škola grafická a Střední průmyslová škola grafická, Hellichova 535/22, Praha 1 – Malá Strana
- Vyšší odborná škola ekonomických studií a Střední průmyslová škola potravinářských technologií, Praha 2, Podskalská 10
- Vyšší odborná škola uměleckoprůmyslová a Střední uměleckoprůmyslová škola, Žižkovo náměstí 1300/1, Praha 3, Žižkov
- Vyšší odborná škola a Střední průmyslová škola dopravní Praha, Masná 18, Praha 1 – Staré Město
- Vyšší policejní škola a Střední policejní škola Ministerstva vnitra v Praze, Pod Táborem 102/5, Praha 9 - Hrdlořezy

### Pedagogické školy
- Střední pedagogická škola Futurum, Hornoměcholupská 873, Praha 10 (15) – Hostivař
- Vyšší odborná škola pedagogická a sociální, Střední odborná škola pedagogická a Gymnázium, Evropská 330/33, Praha 6 – Dejvice
- Heřmánek Praha, základní škola, gymnázium a pedagogické lyceum, Klapkova 34, Praha 8

### Ostatní školy
- Jedličkův ústav a Základní škola a Střední škola, V Pevnosti 13/4, Praha 2 – Vyšehrad
- Střední škola Aloyse Klara, Vídeňská 756/28, Praha 4 – Krč
- Střední škola Waldorfské lyceum, Křejpského 1501/12, Praha 4 (11) – Opatov

## Bývalé a zrušené školy
Seznam obsahuje zrušené české a německé střední školy dívčí a chlapecké, církevní školy a školy přemístěné. V některých školách zrušených k roku 1949 bylo vyučování ukončeno roku 1953 (přestaly otevírat nové ročníky). Školy jsou řazeny podle data svého vzniku. Seznam není úplný.

### Církevní školy
- Piaristická kolej a gymnázium (Praha) – 1766-1875, Praha 1 – Nové Město, Na Příkopě/Panská
- Dívčí reálné gymnasium kongregace školských sester – 1905-1949, Praha XII. – Vinohrady, Korunní 2
- Řádové československé reformní reálné gymnasium v Praze II. u sv. Voršily – 1910-1949, Praha II., Charvátova ul.

### Česká gymnázia, dívčí lycea a jedenáctiletky
- Reálné gymnázium v Ječné – 1849-1949/53, Praha 2 – Nové Město, Ječná 517/30
- Reálné gymnázium v Dušní – 1865-1953, Praha 1 – Staré Město, Dušní 1083/7
- Reálné gymnázium Křemencova – 1871-1949, Praha 1 – Nové Město, Křemencova 179/12 (původně Spálená 24)
- Reálné gymnázium v Karlíně – 1874-1970, Praha 8 – Karlín, Kollárova 5/271
- Reálné gymnázium v Truhlářské – 1874-1950, Praha 1 – Nové Město, Truhlářská 1120/22 (původně Jindřišská) – viz Gymnázium Jiřího Gutha-Jarkovského
- Jiráskovo gymnázium Resslova – 1880-1949, Praha 2 – Nové Město, Resslova 308/10 (původně Žitná 566/18)
- Vančurovo reálné gymnázium – 1883, Praha 5 – Smíchov, Drtinova 498/3 – viz Gymnázium Na Zatlance
- Gymnázium v Londýnské – 1892-1961, Praha 2 – Vinohrady, Londýnská 34/782
- Reálné gymnázium na Královských Vinohradech – 1896-1949 (původně 1. státní reálka na Královských Vinohradech), Praha XII. – Vinohrady, Na Smetance 505/1
- Reálné gymnázium na Strossmayerově náměstí – 1901-1961, Praha 7 – Holešovice, Strossmayerovo náměstí 7 – viz Gymnázium Nad Štolou
- Státní gymnázium na Žižkově – 1903-1959, Praha 3 – Žižkov, Kubelíkova 1221/37
- Reálné gymnázium v Kodaňské – 1908, Praha 10 – Vršovice, Kodaňská 658/16 – viz Gymnázium Přípotoční
- Státní dívčí reálné gymnasium Slezská – 1908-1949, Praha XII., Slezská ul. 68
- Reálné gymnázium Hany Benešové – 1909-1949 (dříve Dívčí lyceum v Praze VII., U Studánky),  Praha XIX., Korunovační ul. 7
- Drtinovo reálné gymnázium – 1910-1945, Praha 5 – Smíchov, Drtinova 1/1861
- Reálné gymnázium Jana Masaryka – 1911-1950 (původně 2. česká státní reálka na Královských Vinohradech), Praha XII. – Vinohrady, nám. Jiřího z Lobkovic 22
- Reálné gymnázium ve Slovenské – 1912-1951, Praha 2 – Vinohrady, Slovenská 1726/27
- Reálné gymnázium na Vyšehradě – 1913-1950, Praha VI. – Vyšehrad, Vratislavova 4
- Benešovo státní reálné gymnázium – 1919-1953, Praha 6 – Dejvice, Velvarská 33/330 (Evropská)
- Francouzské reálné gymnázium v Dejvicích – 1919-1953, Praha 6 – Dejvice, Bílá 1
- Reálné gymnázium Charlotty G. Masarykové – 1923-1949, Praha I. Dušní 19
- Gymnázium Leninova – 1957-1976, Praha 6 – Dejvice č.p. 330, Leninova 33
- Soukromé gymnázium Minerva – 1992-2008, Dubečská 900/10, Praha 10 – Strašnice
- Gymnázium Bernarda Bolzana – 1997-2016, V Holešovičkách 747/2, Praha 8 – Libeň

### Německá gymnázia
- Německé státní gymnázium Praha II. – 1828-1944, Praha II. – Nové Město, Štěpánská 20 (614/22)
- Německé státní gymnasium Praha I. - Staré Město – 1840-1924, Praha I. – Staré Město, Staroměstské náměstí 16
- Německé státní reálné gymnasium v Praze III – 1873-1941, Praha III., Zborovská ul. 621/7
- Německé spolkové dívčí reformní reálné gymnasium, Praha II. – 1874-1944, Praha II. – Nové Město, Charvátova 5
- Německé reálné gymnasium v Praze II, Jindřišská – 1898-1927, Praha II. – Nové Město, Jindřišská 966/36
- Německé státní gymnasium na Královských Vinohradech – 1898-1923, Praha XII., Tylovo nám. 25